# Gerrit Zalm
Gerrit Zalm (Enkhuizen, 6 maggio 1952) è un politico olandese, membro ed ex leader del Partito Popolare per la Libertà e la Democrazia, ha ricoperto l'incarico di Ministro delle finanze da più tempo con 13 anni di servizio.
Zalm è noto per le sue abilità di manager e di dibattito. Nel dicembre 2008 è diventato vicepresidente del gruppo bancario ABN AMRO. Fino ad allora, è stato per un anno e mezzo capo economista e successivamente CFO di DSB Bank. Dal febbraio 2009 al 1º gennaio 2017 è stato Presidente del Consiglio di amministrazione di ABN AMRO.

## Biografia

### Studi e lavoro
Zalm completò con successo i suoi studi di economia ad Amsterdam nel 1975 per iniziare una carriera presso il Ministero delle finanze. Fu presto un influente capo dipartimento e a partire dal 1990 divenne professore alla Vrije Universiteit di Amsterdam. 

### Ministro delle finanze e vicepremier

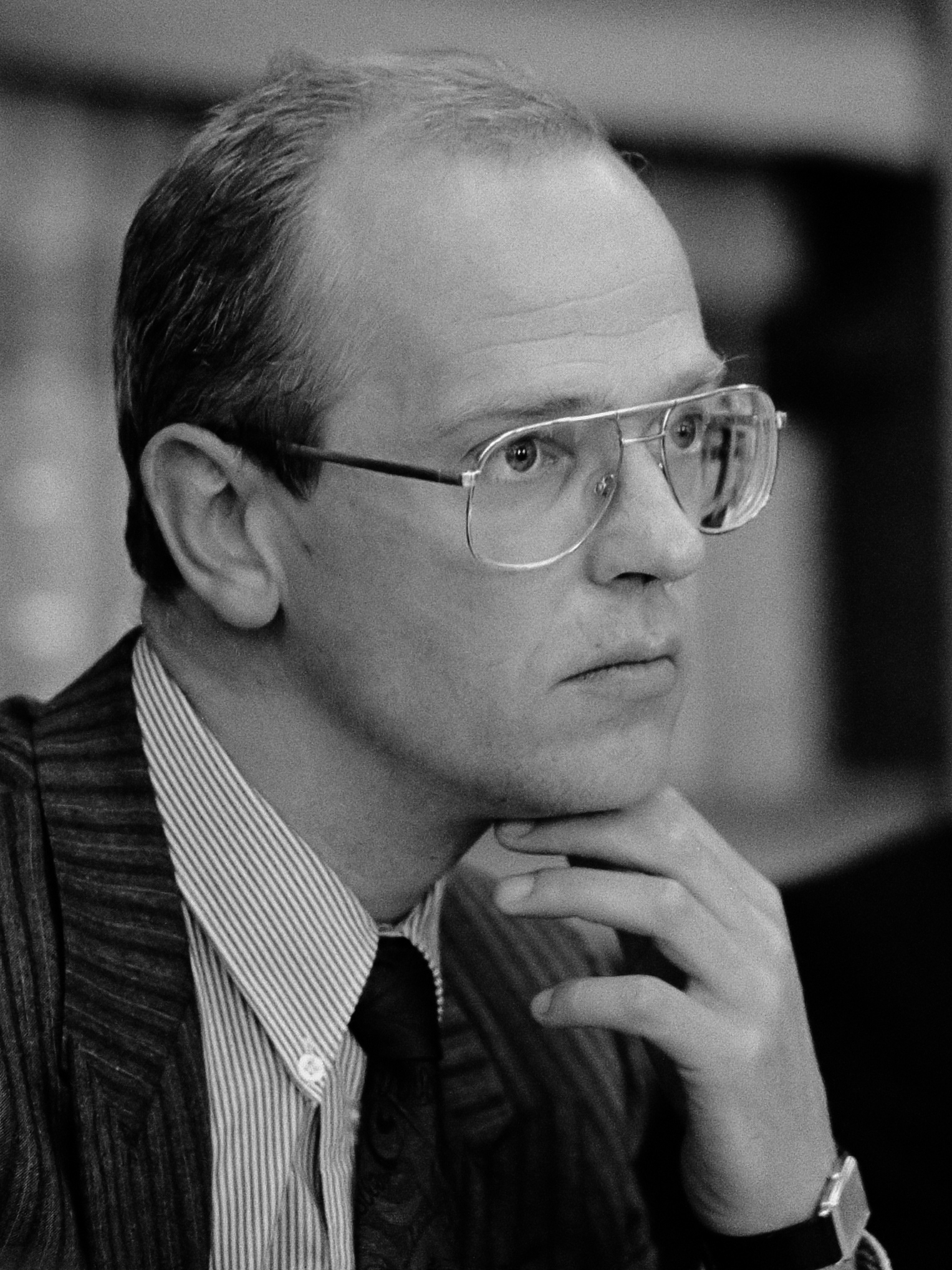
Gerrit Zalm nel 1989.

Nel 1994, è stato nominato Ministro delle finanze. Rimase tale fino all'elezione del primo governo di Jan Peter Balkenende, al quale non apparteneva; divenendo invece capogruppo del Partito Popolare per la Libertà e la Democrazia alla Tweede Kamer. Ritorna al ministero delle finanze nel secondo governo di Balkenende (2003-2006) come ministro, esercitando anche in questo periodo l'incarico di vice primo ministro dei Paesi Bassi.
Dopo le elezioni parlamentari del 2006, Zalm ha dichiarato alla fine del novembre 2006 che sarebbe stato disponibile fino all'elezione del nuovo governo come ministro e che avrebbe poi voluto porre fine alla sua carriera di politico attivo. Dal settembre 2007 è consulente di Permira.
A seguito dell'acquisizione della divisione olandese di Fortis Bank Nederland (Holding) N.V. Gerrit Zalm è diventato gestore di Fortis Bank Nederland e ABN AMRO Nederland il 21 novembre 2008. È presidente del team Transition, che mira a riunire ABN AMRO Nederland e Fortis Bank Nederland.
A seguito della formazione del governo dopo le elezioni parlamentari del 2017, il 28 giugno 2017 è stato nominato informatore.

## Opere
- De romantische boekhouder (2009) ISBN 9789050188838